# Neoattycyzm
Neoattycyzm – styl w architekturze i rzeźbie starożytnego Rzymu występujący od I w. p.n.e. do II w. n.e. Nazwa nawiązuje do Aten a ściślej do Attyki, gdzie rozpoczęto kopiowanie dzieł greckich mistrzów (np. Fidiasza). Kolejne ośrodki sztuki neoattyckiej powstawały w innych miastach Azji Mniejszej oraz w Italii. Określenie stosowano do dzieł naśladujących elementy sztuki starożytnej Grecji.